# Cuenca Foxe
La cuenca Foxe (del inglés: 'Foxe Basin') es una cuenca marina localizada en el ártico de Canadá, en el territorio autónomo de Nunavut. Durante la mayor parte del año está cubierta de hielo o se encuentra bloqueada por témpanos flotantes. 
Las aguas frías de la Cuenca Foxe, ricas en nutrientes, son especialmente favorables al fitoplancton y las numerosas islas que hay en ella son importantes hábitats de aves, incluyendo la gaviota de Sabine y muchos otros tipos de aves playeras. La ballena de Groenlandia migra a la parte septentrional de la cuenca cada verano.

## Geografía
La cuenca Foxe está situada al norte de bahía de Hudson, comunicándose con ella a través del canal Foxe. La cuenca está delimitada, al sur, por la península Foxe; al este y norte, por la costa occidental de isla de Baffin; y, al oeste, por la costa oriental de península de Melville y la costa septentrional de isla de Southampton, separadas ambas por el estrecho del Fury y del Hecla, que conecta esta cuenca con el golfo de Boothia. Hay otra conexión con la bahía de Hudson, bordeando la isla Southampton por el oeste, a través del estrecho Frozen, primero, y luego bahía Repulse y finalmente el Roes Welcome Sound. 
La cuenca Foxe tiene una longitud de unos 600 km y un ancho máximo de 450 km y en su interior hay muchas islas, siendo las mayores isla del Príncipe Carlos, isla Bray, isla Air Force, isla Koch, isla Rowley, isla Foley, isla Jens Munk y las islas Spicer.

## Historia
La cuenca toma su nombre del explorador inglés, Luke Fox que fue el primer navegante conocido que se adentró en sus aguas recorriendo la costa occidental de isla Baffin, hasta que se vio obligado a regresar a causa del hielo, a 66°47'N, en su expedición de 1631. 
El nombre de Cuenca Foxe, en su reconocimiento, se lo dio casi 200 años más tarde, otro explorador inglés, William Edward Parry, que en su segunda expedición de 1822-24, con los buques Fury y Hecla, también se internó en sus aguas a al búsqueda del anhelado paso del Noroeste.

## Las aguas
Cuenca Foxe es una amplia depresión, generalmente de una profundidad menor de 100 m, aunque en el sur hay profundidades de hasta 400 m. El rango mareal disminuye desde 5 m en el sureste a menos de 1 m en el noroeste. Durante gran parte del año rápidos témpanos de hielo dominan en el norte, mientras que banquisa prevalece hacia el sur. Cuenca Foxe rara vez está libre de hielo antes del mes de septiembre, siendo común encontrar barreras de hielo a lo largo del verano. Fuertes corrientes mareales y vientos mantienen la bolsa de hielo en constante movimiento y contribuyen a las numerosas polynyas en las orillas que se encuentran en toda la región. Este mismo movimiento, combinada con el alto contenido de sedimentos del agua, hace que el hielo marino de la Cuenca Foxe sea oscuro y rugoso, fácilmente distinguible de otros hielo en el Ártico canadiense.

## Costas
El terreno es rocoso y escarpado en la mitad sur de la región y, en general, de baja altitud en el norte. Se encuentran altos acantilados en toda la parte sur de la región, donde anidan la mayoría de las aves marinas. También se encuentran pantanos costeros y mudflat de hasta 6,5 km de ancho, en la inmensa llanura de la sección oriental de la cuenca Foxe, así como en las bahías de Isla Southampton. 

## Vida Silvestre

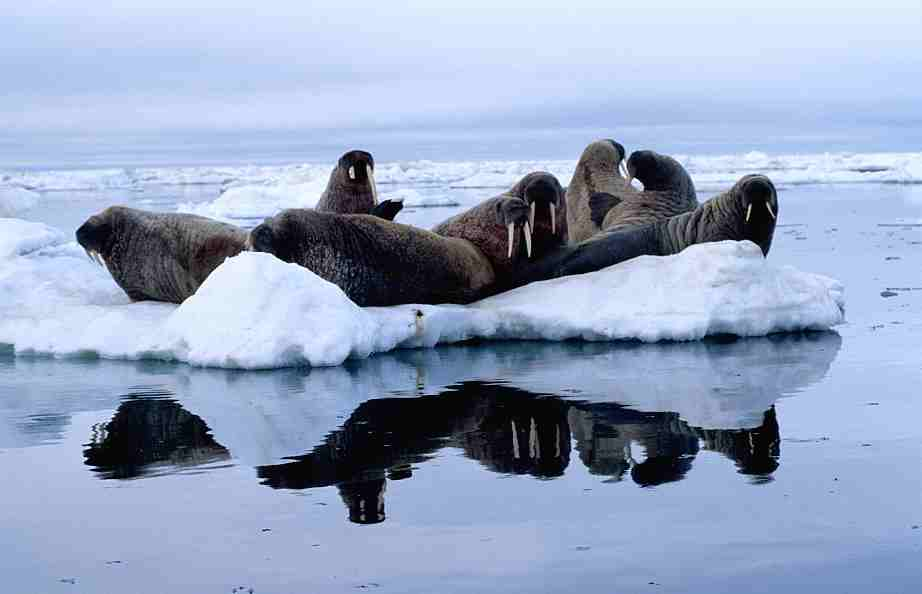
Rebaño de morsas del Atlántico (Odobenus rosmarus rosmarus), en un témpano, Cuenca Foxe, julio de 1999.

Esta es una de las zonas menos conocidas del Ártico canadiense, a pesar de que está demostrando ser biológicamente muy rica y diversa. Las numerosas polynyas, en el norte de la cuenca Foxe, soportan altas densidades de foca barbuda y el mayor rebaño de morsas de Canadá (más de 6000 ejemplares). La foca barbuda (Erignathus barbatus) y el oso polar son comunes, siendo el norte de la isla de Southampton uno de los lugares de más alta de densidad de osos polares de Canadá. Esta zona es también una importante zona de verano de la ballena de Groenlandia, beluga y narval. Tanto la ballena de Groenlandia como la beluga pasan el invierno en las aguas del noreste de la bahía de Hudson. La región es el principal baluarte de América del Norte de la gaviota Sabine, con unos 10 000 parejas anidando aquí. Un número moderado de Guillemot negro, charrán ártico y gavión hiperbóreo, gaviota argéntea y marfil también se reproducen aquí. La Gran Meseta de la Koukdjuak, en isla Baffin, es la mayor colonia de anidación del mundo de gansos, con más de 1,5 millones de aves, 75 por ciento de las cuales son Ánsar nival y el resto gansos de Canadá y Brant. Aves playeras y patos son también abundantes. Varios cientos de miles de Uria lomvia anidan en los acantilados del Digges Sound e Isla Coates al sur.

## Áreas protegidas
Esta región aún no está representado en el sistema nacional de conservación de áreas marinas, ya que aún no se han emprendido estudios preliminares para identificar las zonas más representativas.